# 迈什泰尔哈佐
迈什泰尔哈佐，是匈牙利沃什州所辖的一个村，总面积4.19平方公里，总人口146，人口密度34.8人/平方公里（2010年1月1日）。